# Strike (serie de televisión)
Strike es una serie de televisión dramática británica basada en las novelas de detectives escritas por J. K. Rowling, bajo el seudónimo Robert Galbraith, la cual se transmitió por primera vez en BBC One el 27 de agosto de 2017, luego de recibir un estreno anticipado en el Instituto de Cine Británico el 10 de agosto de 2017.
La serie está protagonizada por Tom Burke como Cormoran Strike, un veterano de guerra convertido en un detective privado que opera desde una pequeña oficina en la calle Denmark Street, en donde utiliza su visión única y sus antecedentes como investigador de la Rama de Investigación Especial para resolver casos complejos que han eludido a la policía. El casting de Burke fue confirmado a fines de 2016, mientras que Holliday Grainger fue confirmado para interpretar el papel de Robin Ellacott. A principios de 2017, Kerr Logan fue elegido para el papel del prometido de Robin, Matthew.
Se han emitido seis adaptaciones hasta la fecha, adaptando seis novelas actuales de Strike: The Cuckoo's Calling, The Silkworm, Career of Evil, Lethal White, Troubled Blood y The Ink Black Heart. Grainger ha dicho que podría pasar algún tiempo antes de que se transmita otra serie, afirmando: «Creo que siempre han sido bastante claros de que nunca querrían escribir una sin basarlo en el libro. Se trata de la escritura de Jo, y los personajes tienen que ver con lo que Jo ha escrito. Entonces, tienes que esperar». La serie se estrenó el 1 de junio de 2018 en los Estados Unidos en Cinemax y en Canadá en HBO Canadá bajo el título C.B. Strike.
El 10 de diciembre de 2014, se anunció que la serie de novelas Cormoran Strike, escrita por J. K. Rowling bajo el seudónimo Robert Galbraith, sería adaptada para televisión por la BBC, para su transmisión en BBC One, comenzando con The Cuckoo's Calling. Rowling colaboró en el proyecto, y se cree que ella contribuyó a los guiones. Dos años después, se confirmó que la serie sumaría siete episodios de sesenta minutos, y que el rodaje comenzaría en Londres en el otoño de 2016. Se filmaron escenas adicionales en Barrow in Furness ciudad del condado de Cumbria y en una estación de servicio en Leyburn, North Yorkshire.
La producción se filmó en una casa privada en Sevenoaks en Kent, la cual apareció como la residencia Bristow en los episodios «The Cuckoo's Calling» y «The Silkworm». El Salón del Barón y los jardines de Penshurst Place se utilizaron para ilustrar las escenas en el escandaloso libro Bombyx Mori, y por último se filmó en el Café Puercoespín el cual aparece como el café camino a Devon, donde Cormoran y Robin hacen una parada. Los lugares de rodaje también incluyeron el West London Film Studios.
Ben Richards adaptó The Cuckoo's Calling y Tom Edge adaptó The Silkworm y Career of Evil. Richards declaró que la serie es «tonal y visualmente muy diferente de otros dramas criminales». Comparó Strike con la serie de televisión de detectives británico Inspector Morse. Del mismo modo, Edge comentó que «la gente usa la palabra anticuada como peyorativa, pero para mí eso es parte del por qué estos libros y, espero que la serie de televisión funcione tan bien».

## Reparto

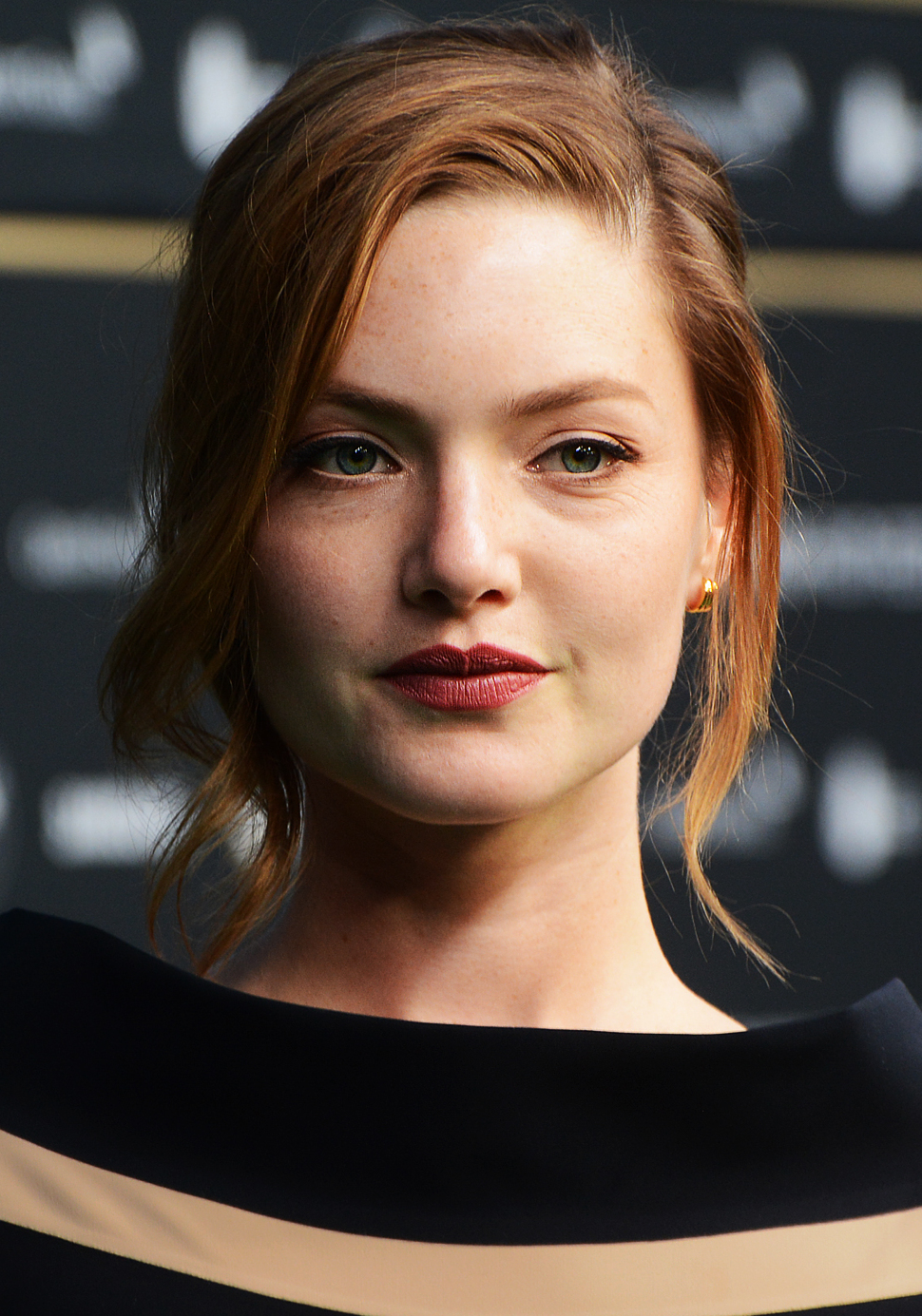
Holliday Grainger interpreta a Robin Ellacott

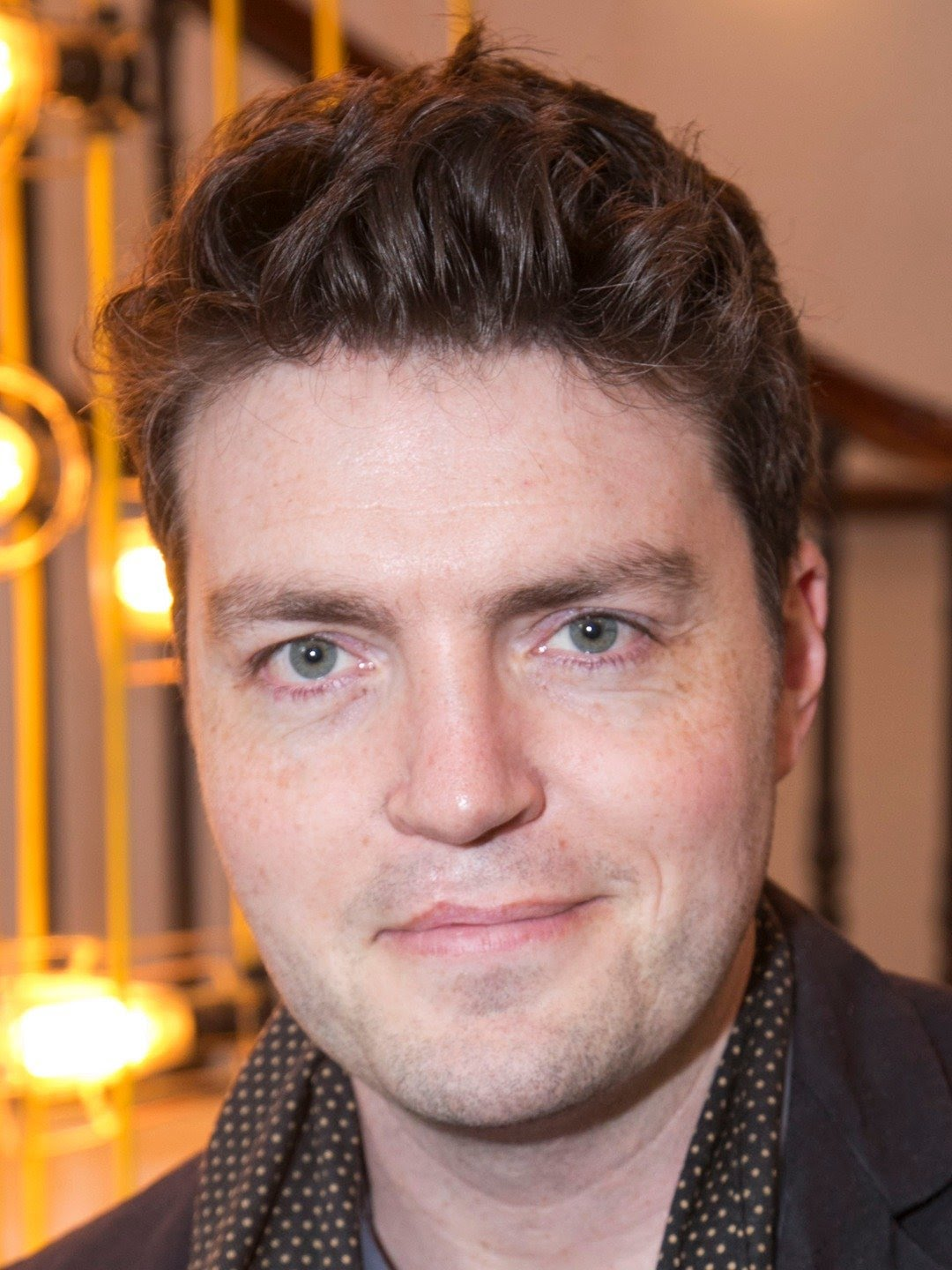
Tom Burke interpreta a Cormoran Strike

| Tom Burke             | Cormoran Strike     | Principal | Principal | Principal |
| Holliday Grainger     | Robin Ellacott      | Principal | Principal | Principal |
| Recurrentes           |                     |           |           |           |
| Kerr Logan            | Matthew Cunliffe    | Recurring | Recurring | Recurring |
| Ben Crompton          | Shanker             | Recurring | Recurring | Recurring |
| Natasha O'Keeffe      | Charlotte Campbell  | Recurring | Recurring | Recurring |
| Killian Scott         | D.I. Eric Wardle    | Recurring | Recurring | Recurring |
| Sargon Yelda          | D.I. Richard Anstis | Recurring | Recurring | Recurring |
| Caitlin Innes Edwards | Ilsa Herbert        | Recurring | Recurring | Recurring |
| Invitados             |                     |           |           |           |
| Siân Phillips         | Lady Yvette Bristow | Invitada  |           |           |
| Martin Shaw           | Tony Landry         | Invitado  |           |           |
| David Avery           | Nico Kolovas-Jones  | Invitado  |           |           |
| Leo Bill              | John Bristow        | Invitado  |           |           |
| Tara Fitzgerald       | Tansy Bestigui      | Invitada  |           |           |
| Kadiff Kirwan         | Guy Somé            | Invitado  |           |           |
| Bronson Webb          | Evan Duffield       | Invitado  |           |           |
| Dorothy Atkinson      | Kathryn Kent        |           | Invitada  |           |
| Monica Dolan          | Leonora Quine       |           | Invitada  |           |
| Dominic Mafham        | Jerry Waldegrave    |           | Invitado  |           |
| Tim McInnerny         | Daniel Chard        |           | Invitado  |           |
| Peter Sullivan        | Andrew Fancourt     |           | Invitado  |           |
| Jeremy Swift          | Owen Quine          |           | Invitado  |           |
| Lia Williams          | Liz Tassel          |           | Invitada  |           |
| Sarah Gordy           | Orlando Quine       |           | Invitada  |           |
| Andrew Brooke         | Niall Brockbank     |           |           | Invitado  |
| Emmanuella Cole       | Alyssa              |           |           | Invitada  |
| Jessica Gunning       | Holly Brockbank     |           |           | Invitada  |
| Matt King             | Jeff Whittaker      |           |           | Invitado  |
| Neil Maskell          | Donald Laing        |           |           | Invitado  |
| Kierston Wareing      | Leda Strike         |           |           | Invitada  |

## Episodios
| Temporada | Temporada | Título               | Episodios | Episodios | Emisión original         | Emisión original         |
| Temporada | Temporada | Título               | Episodios | Episodios | Primera emisión          | Última emisión           |
| --------- | --------- | -------------------- | --------- | --------- | ------------------------ | ------------------------ |
|           | 1         | The Cuckoo's Calling | 3         | 3         | 27 de agosto de 2017     | 3 de septiembre de 2017  |
|           | 2         | The Silkworm         | 2         | 2         | 10 de septiembre de 2017 | 17 de septiembre de 2017 |
|           | 3         | Career of Evil       | 2         | 2         | 25 de febrero de 2018    | 4 de marzo de 2018       |
|           | 4         | Lethal White         | 4         | 4         | 30 de agosto de 2020     | 13 de septiembre de 2020 |
|           | 5         | Troubled Blood       | 4         | 4         | 11 de diciembre de 2022  | 19 de diciembre de 2022  |
|           | 6         | The Ink Black Heart  | 4         | 4         | 16 de diciembre de 2024  | 24 de diciembre de 2024  |

### Temporada 1:The Cuckoo's Calling(2017)
| N.º en serie | N.º en temp. | Título                         | Dirigido por    | Escrito por  | Fecha de emisión original | Audiencia (millones) |
| ------------ | ------------ | ------------------------------ | --------------- | ------------ | ------------------------- | -------------------- |
| 1            | 1            | «The Cuckoo's Calling: Part 1» | Michael Keillor | Ben Richards | 27 de agosto de 2017      | 8,89                 |
| 2            | 2            | «The Cuckoo's Calling: Part 2» | Michael Keillor | Ben Richards | 28 de agosto de 2017      | 8,28                 |
| 3            | 3            | «The Cuckoo's Calling: Part 3» | Michael Keillor | Ben Richards | 3 de septiembre de 2017   | 8,18                 |

### Temporada 2:The Silkworm(2017)
| N.º en serie | N.º en temp. | Título                 | Dirigido por  | Escrito por | Fecha de emisión original | Audiencia (millones) |
| ------------ | ------------ | ---------------------- | ------------- | ----------- | ------------------------- | -------------------- |
| 4            | 1            | «The Silkworm: Part 1» | Kieron Hawkes | Tom Edge    | 10 de septiembre de 2017  | 8,67                 |
| 5            | 2            | «The Silkworm: Part 2» | Kieron Hawkes | Tom Edge    | 17 de septiembre de 2017  | 8,02                 |

### Temporada 3:Career of Evil(2018)
| N.º en serie | N.º en temp. | Título                   | Dirigido por      | Escrito por | Fecha de emisión original | Audiencia (millones) |
| ------------ | ------------ | ------------------------ | ----------------- | ----------- | ------------------------- | -------------------- |
| 6            | 1            | «Career of Evil: Part 1» | Charles Sturridge | Tom Edge    | 25 de febrero de 2018     | 8,43                 |
| 7            | 2            | «Career of Evil: Part 2» | Charles Sturridge | Tom Edge    | 4 de marzo de 2018        | 7,72                 |

### Temporada 4:Lethal White(2020)
| N.º en serie | N.º en temp. | Título                 | Dirigido por | Escrito por | Fecha de emisión original | Audiencia (millones) |
| ------------ | ------------ | ---------------------- | ------------ | ----------- | ------------------------- | -------------------- |
| 8            | 1            | «Lethal White: Part 1» | Sue Tully    | Tom Edge    | 30 de agosto de 2020      | 8,61                 |
| 9            | 2            | «Lethal White: Part 2» | Sue Tully    | Tom Edge    | 31 de agosto de 2020      | 7,58                 |
| 10           | 3            | «Lethal White: Part 3» | Sue Tully    | Tom Edge    | 6 de septiembre de 2020   | 7,85                 |
| 11           | 4            | «Lethal White: Part 4» | Sue Tully    | Tom Edge    | 13 de septiembre de 2020  | 7,22                 |

### Temporada 5:Troubled Blood(2022)
| N.º en serie | N.º en temp. | Título                   | Dirigido por | Escrito por | Fecha de emisión original | Audiencia (millones) |
| ------------ | ------------ | ------------------------ | ------------ | ----------- | ------------------------- | -------------------- |
| 12           | 1            | «Troubled Blood: Part 1» | Sue Tully    | Tom Edge    | 11 de diciembre de 2022   | 8,07                 |
| 13           | 2            | «Troubled Blood: Part 2» | Sue Tully    | Tom Edge    | 12 de diciembre de 2022   | 6,34                 |
| 14           | 3            | «Troubled Blood: Part 3» | Sue Tully    | Tom Edge    | 18 de diciembre de 2022   | 6,86                 |
| 15           | 4            | «Troubled Blood: Part 4» | Sue Tully    | Tom Edge    | 19 de diciembre de 2022   | 6,41                 |

Temporada 6: The Ink Black Heart (2024)
| N.º en serie | N.º en temp. | Título                        | Dirigido por | Escrito por | Fecha de emisión original | Audiencia (millones) |
| ------------ | ------------ | ----------------------------- | ------------ | ----------- | ------------------------- | -------------------- |
| 16           | 1            | «The Ink Black Heart: Part 1» | Sue Tully    | Tom Edge    | 16 de diciembre de 2024   | 6,08                 |
| 17           | 2            | «The Ink Black Heart: Part 2» | Sue Tully    | Tom Edge    | 17 de diciembre de 2024   | 5,44                 |
| 18           | 3            | «The Ink Black Heart: Part 3» | Sue Tully    | Tom Edge    | 23 de diciembre de 2024   | 4,92                 |
| 19           | 4            | «The Ink Black Heart: Part 4» | Sue Tully    | Tom Edge    | 24 de diciembre de 2024   | 4,54                 |

## Producción
El 10 de diciembre de 2014, se anunció que la serie de novelas de Cormoran Strike, escritas por J. K. Rowling bajo el seudónimo Robert Galbraith, sería adaptada para televisión por la BBC, para ser transmitida por BBC One. El programa comenzaría con el primer libro de la serie, El canto del cuco. Posteriormente se confirmó que la serie estaría conformada por siete episodios de 60 minutos. La serie fue creada por Sarah Phelps y Ben Richards. Los directores fueron Michael Keillor, Kieron Hawkes y Charles Sturridge, así como con los escritores Ben Richards (quien adaptará la novela "The Cuckoo's Calling"), Tom Edge (quien adaptará las novelas "The Silkworm" y "Career of Evil"), también contarán con J.K. Rowling. También contará con la productora Jackie Larkin, y los productores ejecutivos J. K. Rowling, Ruth Kenley-Letts, Tom Edge, Neil Blair y Elizabeth Kilgarriff. La música fue compuesta por Adrian Johnston, mientras que la cinematografía estuvo a cargo de Hubert Taczanowski, Gary Shaw y Maja Zamojda. La serie comenzó sus filmaciones en otoño de 2016 en Londres. Algunas escenas adicionales se filmaron en Barrow-in-Furness en Cumbria y en una gasolinera en Leyburn (Yorkshire del Norte).